# Етулія (село)
Ету́лія або Тюлюкюю (гаг. Tülüküü, рум. Etulia) — село Вулканештського округу в автономії Гагаузія, у Молдові, є центром комуни, до якої також відносяться село Етулія-Ноуа та залізнична станція Етулія.
В селі діють будинок культури на 600 місць, бібліотека, музей, школа на 640 місць, дитячий садочок на 140 місць, центр здоров'я. Працюють такі підприємства — виноробний завод «Bostavan», 2 сільськогосподарських підприємства та 40 фермерських господарств. В селі функціонує нова церква, будинки повністю газифіковані, перед примарією розташований пам'ятник Карлу Марксу.
Населення комуни (3649 осіб) утворюють в основному гагаузи — 3382 особи, живуть також молдовани — 164, українці — 43, росіяни — 31, болгари  — 24.